# Лю Гуй
Лю Гуй (нар. 1 липня 1991) — китайська борчиня вільного стилю, срібна призерка чемпіонату Азії.

## Життєпис
Боротьбою почала займатися з 2007 року. У 2011 році стала бронзовою призеркою чемпіонату світу серед юніорів. Того ж року виступила на чемпіонаті Азії в Ташкенті в дорослій вікоій групі і здобула срібну нагороду, поступившись у фіналі японській борчині Такако Сайто.
Виступала за борцівський клуб Хубею. Тренер — Янлі Ян.

## Спортивні результати на міжнародних змаганнях

### Виступи на Чемпіонатах Азії
| Змагання                       | Збірна | Вагова категорія          | Місце  |
| ------------------------------ | ------ | ------------------------- | ------ |
| Чемпіонат Азії з боротьби 2011 | КНР    | жіноча боротьба, до 59 кг | Срібло |

### Виступи на інших змаганнях
| Змагання                             | Збірна | Вагова категорія          | Місце  |
| ------------------------------------ | ------ | ------------------------- | ------ |
| Всесвітні ігри бойових мистецтв 2010 | КНР    | жіноча боротьба, до 55 кг | Бронза |

### Виступи на змаганнях молодших вікових груп
| Змагання                                      | Збірна | Вагова категорія          | Місце  |
| --------------------------------------------- | ------ | ------------------------- | ------ |
| Чемпіонат Азії з боротьби серед юніорів 2010  | КНР    | жіноча боротьба, до 55 кг | 5      |
| Чемпіонат світу з боротьби серед юніорів 2010 | КНР    | жіноча боротьба, до 55 кг | 20     |
| Чемпіонат світу з боротьби серед юніорів 2011 | КНР    | жіноча боротьба, до 55 кг | Бронза |